# Isaac le Maire

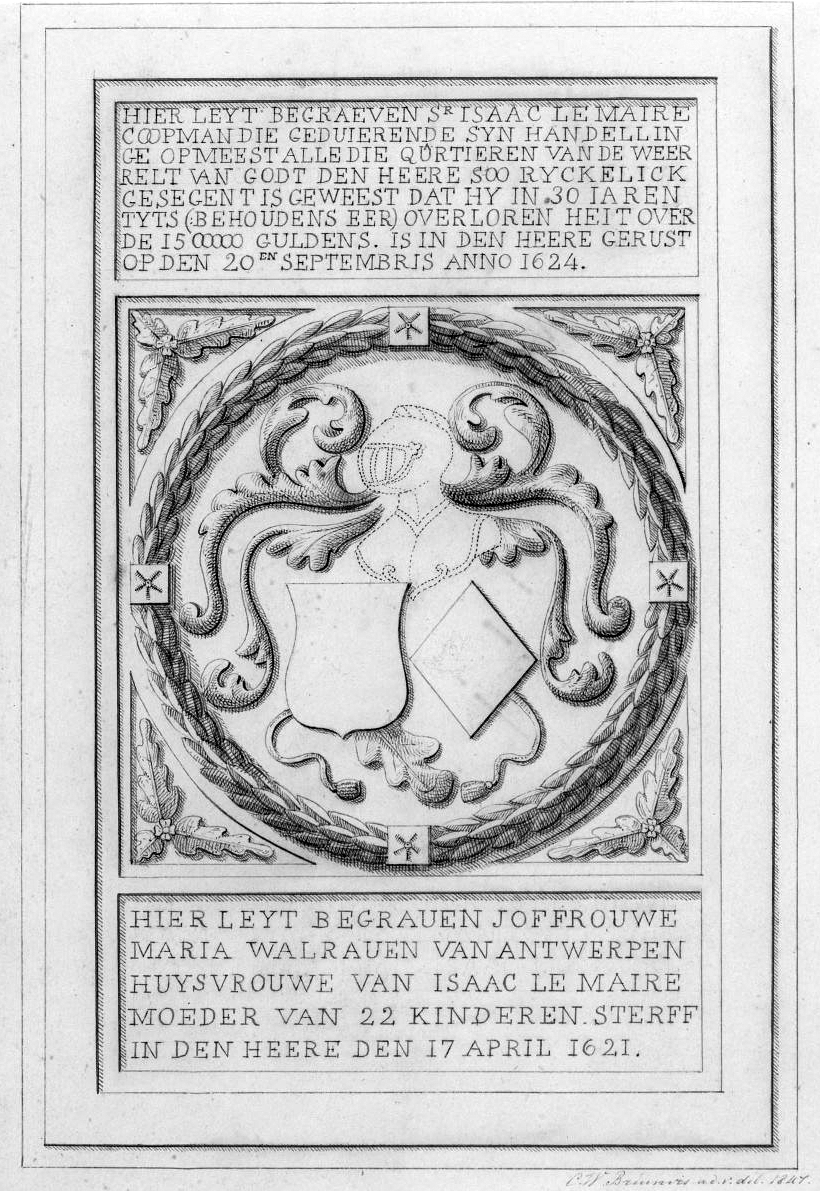
Afschrift van de grafsteen van Isaac le Maire (1558 - 1624), mede-oprichter van de VOC, en zijn vrouw.

Isaac le Maire (Doornik, 1558/1559 – Egmond aan den Hoef, 20 september 1624) was een koopman op de Oostzee en de Middellandse Zee en een bewindhebber van de Brabantsche Compagnie. Bij de start van de Vereenigde Oostindische Compagnie (VOC) in 1602 was hij eveneens een van de bewindvoerders en een van de belangrijkste aandeelhouders. In 1616 richtte hij de Austraalse Compagnie op. Hij is vandaag de dag vooral bekend door zijn voortdurende strijd met de VOC-bewindhebbers, wat de ontdekking van Kaap Hoorn tot gevolg had.

## Levensloop

### Jongere jaren
Hoewel Le Maire een van de rijkste ingezetenen van Holland was, weten we weinig over de eerste veertig jaar van zijn leven. Hij werd in 1558 of 1559 in Doornik geboren. Hij was de zoon van de Doornikse koopman Jacques le Maire die met diens broer Adam le Maire in de tweede helft van de 16e eeuw handelde in de Oostzee en Archangelsk. Na de verovering van Doornik in 1581 door de Spanjaarden onder Alexander Farnese vluchtte hij naar Antwerpen. Isaac leerde het koopmansambacht van zijn zwager Jacques van de Walle. In 1584 stond hij in Antwerpen als welgesteld kruidenier geregistreerd. Tevens was hij kapitein in het vendel van de Antwerpse burgerwacht. Hij was er getrouwd met Maria Jacobsdr Walraven en huurde het huis Schilt van Bourgognien aan de Kaasstraat. Hij vluchtte na de Val van Antwerpen in 1585 naar Amsterdam. Het echtpaar kreeg tweeëntwintig kinderen. Zijn zoon Jacob is bekend als ontdekkingsreiziger. Een andere zoon, Maximiliaan, werd in 1641 het eerste VOC-opperhoofd van Dejima in Japan.

### Handelaar in Amsterdam
In 1592 komt in Amsterdam zijn naam voor als deelnemer in de oudst bekende zeeverzekeringspolis. In de daaropvolgende jaren werd hij steeds belangrijker met de handel op de Europese wateren. Dankzij zijn familienetwerk kon hij daarvoor belangrijke investeringen doen. Met de kooplieden Pieter van de Pulle en Dirck van Os vormde hij een compagnie voor handel op Rusland en vervoerde Baltisch graan en hout naar Spanje. Schepen die van Archangelsk kwamen met leer, was, bont en kaviaar hadden vaak Venetië en Livorno als eindbestemming. Ook handelde de compagnie in wissels, zeeverzekeringen en bevrachtingen. Tussen 1594 en 1598 was hij een grote mededinger in de vishandel tussen Engeland en Spanje.
In navolging van de Eerste Schipvaart, stortte Le Maire zich eveneens op de handel met de Indische Archipel. In 1599 was hij medeoprichter van de Brabantsche Compagnie, die twee zeereizen op Oost-Indië uitvoerde. In korte tijd werd 400% winst gemaakt en Le Maire kocht grote hoeveelheden land bij Egmond aan den Hoef, uit de vrijwel failliete boedel van Lamoraal II van Egmont. 
Vanaf 1600 concentreerde hij zich op de handel met Oost-Indië. Op West-Indië handelde hij al. Op 19 februari 1601 werd hij officieel burger van Amsterdam, en dat had ongetwijfeld te maken met de door de stad Amsterdam gearrangeerde fusie van de Brabantsche en de Oude Compagnie tot de Vereenigde Amsterdamsche Compagnie. Deze compagnie, waarin Le Maire deelnemer was, rustte onder Jacob van Heemskerck acht schepen uit naar Oost-Indië.

### VOC-aandeelhouder
In 1602 gingen alle Nederlandse compagnieën op in de VOC. Le Maire schreef met 97.000 gulden in en was daarmee de grootste aandeelhouder van de kamer in Amsterdam. Om die reden werd hij een van de bewindhebbers van de Amsterdamse afdeling en ging hij deel uitmaken van de eerste Heren XVII, het centrale bestuur van de VOC. Spoedig raakte hij in conflict met de VOC en de kerkeraad wegens malversaties rond de zeereis van Wybrand van Warwijck in 1602 die buiten de VOC om was georganiseerd, maar wel op naam van VOC-bewindhebbers. 
Le Maire kon op papier de kosten niet verantwoorden die hij beweerde te hebben gemaakt op de tuigage van de vloot. De historicus Pertram vermoedt dat hij de rekening vervalst had, omdat hij voor zijn investeringen recht had op een vergoeding. De schout ondervroeg hem, maar kon de fraude niet bewijzen omdat de andere bewindhebbers weigerden de benodigde inlichtingen te geven. Daardoor kon Le Maire met de schout schikken voor een bedrag van 1200 Vlaamse pond. Vanwege de affaire werd hij door de VOC gedwongen op 22 februari 1605 af te treden als bewindhebber. Waarschijnlijk is het zwijgen van de bewindhebbers de reden dat Le Maire na zijn vertrek akkoord ging met het ondertekenen van een afspraak om zich in de toekomst te onthouden van het beconcurreren van de VOC. Hij werd verplicht expliciet te verklaren af te zien van handel drijven ten oosten van Kaap de Goede Hoop en door de Straat Magellaan naar het westen te varen. Ook mocht hij particulieren en bedrijven geen adviezen geven hoe in Indië handel te drijven. Om hem aan die belofte te houden, moest hij enkele landerijen in Egmond aan den Hoef als onderpand afstaan. Ook moest hij als borgsom een bedrag geven van 3000 Vlaamse pond. De gebeurtenis was de oorzaak van zijn voortdurende tegenwerking van de VOC. Na zijn vertrek stortte hij zich weer op de Europese kustvaart, vooral in graan. De winstgevende handel met Indië liet hem echter niet los.

### Concurrent VOC
De eerste mogelijkheid om de VOC dwars te zitten, zag hij in de pogingen van Frankrijk om een handelscompagnie op Indië op te richten. Koning Hendrik IV van Frankrijk nodigde hem in 1607 uit ondersteuning te verlenen. Daarmee negeerde hij het concurrentiebeding met de VOC.
Le Maire stelde voor om Henry Hudson een nieuwe zeeroute naar Indië te laten ontdekken. Die zou gevonden moeten worden via de Noordoostelijke Doorvaart, waarvoor Hudson voor Engeland al twee keer een mislukte poging had gedaan. Met handel drijven via deze route, zou Le Maire geen contractbreuk met de VOC plegen.
De VOC kreeg er lucht van en kocht Hudson af. Daarop besloten Le Maire en de koning om Melchior van den Kerckhove de nieuwe route te laten ontdekken, maar de tocht werd een mislukking.
In 1609 reisde Isaac le Maire met Joris van Spilbergen, Balthazar de Moucheron, Gerard le Roy, Hans de Decker en anderen naar Parijs om opnieuw de vorming van een Franse Oost-Indische Compagnie te bespreken. De Moucheron speelde in deze onderhandelingen een dubbelrol, omdat hij aan de Nederlandse gezant François van Aerssen (1572-1641) had gevraagd wat deze er voor over had om de gesprekken in de war te sturen. Het overleg stokte daarom door het wantrouwen in Le Maire van Franse zijde.
Binnen de VOC leidden de intriges van Le Maire tot grote verontwaardiging, maar van daadwerkelijke stappen tegen hem kwam het niet.

### Speculant VOC-aandelen
Op 11 februari 1609 richtte Le Maire met tien anderen de Groote Compagnie op met als doel te handelen in VOC-aandelen die nog niet in eigen bezit waren. Le Maire was de directeur. Hij bezat 4/15 deel van de aandelen en was daarmee de grootste aandeelhouder. Het consortium dumpte grote partijen VOC-aandelen op de markt. Daarnaast deden Le Maire en zijn kompanen aan naked short selling, wat inhield dat ze afspraken om een koper op termijn (één of twee jaar) aandelen te leveren waarvan de verkoopprijs van tevoren was vastgelegd, maar die ze nog niet in bezit hadden. Ze speculeerden dat de koers in de tussentijd zou dalen en dat zij winst zouden maken door de te leveren aandelen kort voor de afwikkelingsdatum tegen een lagere prijs in te kopen.
Le Maire ging er waarschijnlijk van uit dat de concurrentie van de op te richten Franse Oostindische Compagnie er voor zou zorgen dat de koers aanzienlijk zou dalen, maar die compagnie kwam er niet omdat de Franse koning in 1610 vermoord werd. Om de koers toch te drukken, werden met succes allerlei geruchten verspreid. Vooral in 1609 daalde de koers van het VOC-aandeel aanzienlijk.
Via de Staten-Generaal wist de VOC te bewerkstelligen dat er in 1610 een verbod kwam op de handel in aandelen die niet in eigen bezit waren. Dit verbod was nog niet van toepassing op de transacties van Le Maire en de zijnen. De koers van het VOC-aandeel steeg echter wel en de naked short sellers waren niet in staat om de aandelen voor levering goedkoper in te kopen. Verscheidene aandeelhouders van Le Maire's aandelenbedrijf gingen failliet en ook Le Maire verloor geld. Het consortium verloor in totaal 45.000 gulden. Aangezien niet alle aandeelhouders aan hun financiële verplichtingen konden voldoen en enkelen malversaties hadden gepleegd, werd Le Maire voor de rechtbank gesleept. Het bracht hem er toe afstand te doen van zijn Amsterdamse eigendommen en te vertrekken uit de hoofdstad.

### VOC-monopolie doorbroken
Isaac le Maire trok zich terug op zijn bezittingen in Egmond aan den Hoef die hij tussen 1598 en 1600 gekocht had uit de boedel van de door schuldeisers geplaagde Lamoraal II van Egmont. Opnieuw maakte hij plannen om het VOC-monopolie te doorbreken. Op grond van reisverslagen concludeerde hij dat er zuidelijk van de Straat Magellaan nog een doorgang kon zijn van de Atlantische naar de Stille Oceaan. In 1614 richtte hij daarvoor de Austraalse Compagnie op met als doel deze doorgang, die dus buiten het VOC-monopolie viel, te ontdekken.
In Hoorn werd de reis voorbereid, die onder leiding zou staan van zijn zoon Jacob. Willem Cornelisz Schouten werd als ervaren kapitein aangetrokken. In de zeilopdracht stond dat als een nieuwe route naar de Stille Oceaan niet gevonden zou worden, er niet door de Straat Magellaan gevaren mocht worden.
Indertijd bestond de gedachte dat er vlak bij Zuid-Amerika een groot onbekend Zuidland zou zijn. Isaac le Maire hoopte het te ontdekken en daarmee een groot nieuw handelsgebied aan te boren. Maar vooral was zijn drijfveer om het monopolie van de VOC te omzeilen.
Hoewel in de zeilinstructie stond dat er geen handel mocht worden gedreven op kusten waar de VOC gevestigd was, moest zijn zoon bij aankomst in Oost-Indië aan de VOC-bewindvoerders duidelijk maken dat zij het VOC-monopolie niet hadden geschonden, omdat ze niet via Kaap de Goede Hoop of de Straat Magellaan waren gezeild. Vervolgens moest hij toestemming vragen om toch te mogen handelen. Naar verwachting zou dat verzoek niet ingewilligd worden en daarom zou Jacob al het mogelijke in het werk moeten stellen om gouverneur-generaal Gerard Reynst, die net als Isaac Le Maire deelnemer in de Brabantsche Compagnie was geweest, te prijzen en voor zich te winnen. Dat ging zelfs zover dat Jacob aan Reynst de hand van een van zijn dochters moest vragen. Op deze manier probeerde Isaac le Maire tweespalt te bewerkstelligen, want als Reynst toestemming zou geven in Indië te handelen, zou dat binnen de VOC tot een groot conflict kunnen leiden.
Op 14 juni 1615 vertrokken de schepen Eendracht en de Hoorn vanaf Texel. De zeereis zou in zoverre een succes worden dat het monopolie van de VOC met de ontdekking van de doorvaart langs Kaap Hoorn inderdaad gebroken zou worden, maar het mythische Zuidland werd niet ontdekt. De geheime instructie kon niet worden uitgevoerd, omdat Reynst inmiddels was overleden. Na het vertrek van de schepen van Texel, kreeg de VOC lucht van de reis en de opdracht werd verstrekt om de schepen bij aankomst in Oost-Indië te confisqueren. De Eendracht werd inderdaad in beslag genomen; de Hoorn was eerder bij brand verloren gegaan. De scheepsjournalen werden eveneens in beslag genomen en Jacob le Maire en Willem Cornelisz Schouten werden teruggestuurd naar Holland, waarbij Jacob onderweg overleed.

### Nasleep zeereis
De VOC herschreef de geschiedenis door de ontdekking van Kaap Hoorn in zijn geheel aan Willem Cornelisz Schouten toe te kennen. De VOC publiceerde zijn scheepsjournaal, waaruit de naam van Jacob le Maire geschrapt werd. Isaac le Maire heeft jarenlang geprocedeerd om dat te herstellen. In 1619 oordeelde de rechtbank dat het schip de Eendracht ten onrechte in beslag was genomen. De journalen moesten worden teruggegeven, waarna Le Maire in 1622 de Spieghel der Australische Navigatie door den Wijtvermaerden ende Cloeckmoedighen Zee-heldt Jacob Le Maire liet publiceren, om recht te doen aan het werk van zijn zoon. Voor de geleden schade werd hem 64.000 Vlaamse pond toegezegd. Desondanks vonniste de rechtbank dat het de Austraalse Compagnie niet was toegestaan handel te drijven in het Oost-Indische gebied, maar wel dat die het recht had te reizen via de nieuw ontdekte zeeroute langs Kaap Hoorn. Een jaar eerder was echter de West-Indische Compagnie opgericht, die in haar octrooi eveneens het monopolie had gekregen op reizen via Straat Magellaan én andere routes in die omgeving. Dit was in strijd met de rechten die aan Le Maire en zijn Austraalse Compagnie waren verleend. Le Maire was echter moegestreden en stierf op 20 september 1624.
Hij werd begraven in de Buurkerk van Egmond Binnen. Op zijn grafsteen werd vermeld dat hij gedurende dertig jaar, behalve zijn eer, meer dan 1.500.000 gulden verloren had, een voor die tijd gigantisch geldbedrag. De Austraalse Compagnie zette de juridische strijd voort, maar uiteindelijk besloten de Staten-Generaal in 1644 in het nadeel van de compagnie.

### Inpolderingspoging

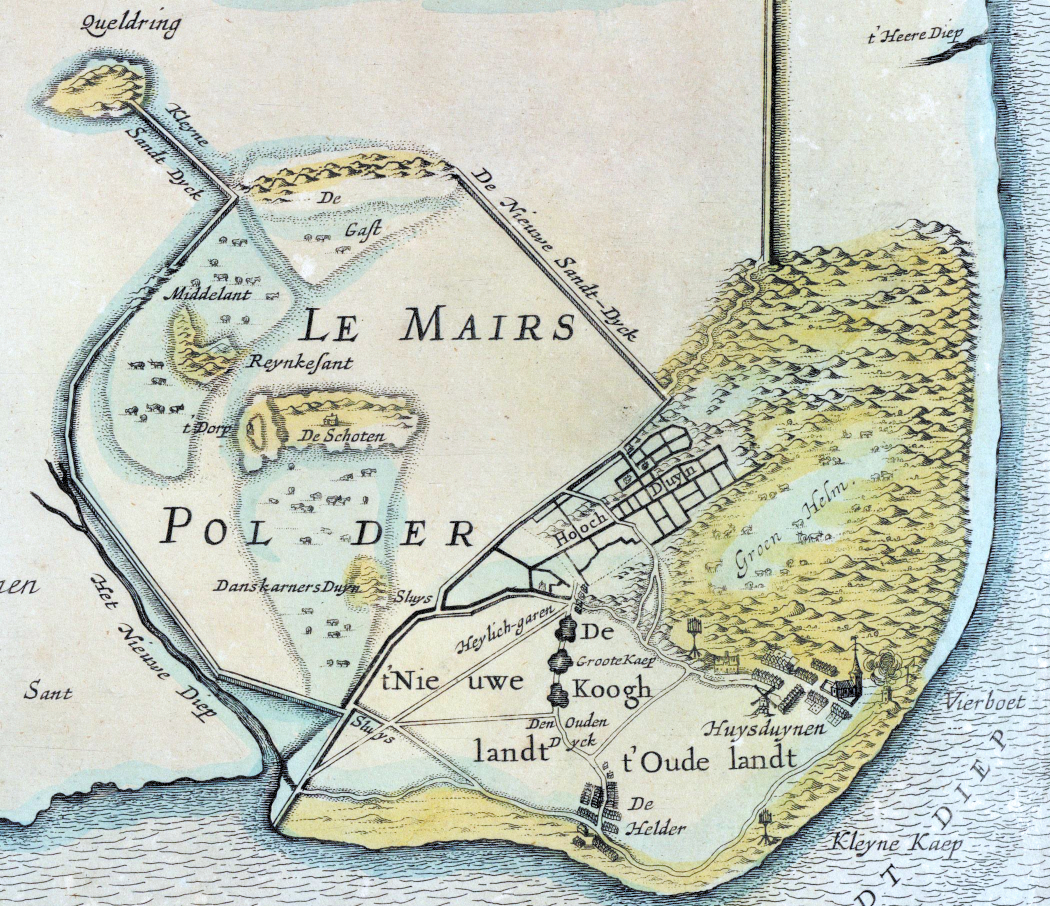
Le Mairs polder bij Den Helder. Kaart uit 1641 door Claes Jansz. Visscher. (zicht vanuit het noorden)

Minder bekend is dat Isaac le Maire een kleine rol speelde als inpolderaar in Noord-Holland. Bij Huisduinen liet hij over een afstand van 2 km een dijk aanleggen.
In 1599 kocht Le Maire van de in de schulden stekende graaf Lamoraal II van Egmont de Oogduingronden ten zuidoosten van Huisduinen voor 7000 gulden. De grond in Huisduinen zag hij waarschijnlijk als beleggingsobject. Rond 1600 waren de graanprijzen hoog en Le Maire was niet de enige welgestelde Nederlander die door droogmakerij of inpoldering op een relatief goedkope manier dure landbouwgrond probeerde te creëren. De weilanden van de Hoogduinen waren voor landbouw te riskant, omdat zij bij storm onder water liepen. Het gebied werd als weidegrond gebruikt en de opbrengst was daarom niet hoog. Om de gronden geschikt te maken voor landbouw, wilde Le Maire een dijk aanleggen van de Hoogduinen naar de Nieuwlanderdijk. Als dat succesvol zou zijn, was hij van plan zijn bezit verder in te polderen.
In 1600/1601 werd de dijk van de Hoogduinen naar de Nieuwlanderdijk na enige strubbelingen gerealiseerd. Le Maire verloor echter zijn interesse voor verdere inpoldering, omdat hij in de ban raakte van de handel op Oost-Indië die veel winstgevender leek te zijn.
Pas in 1640, Le Maire was toen al zestien jaar dood, werd na een overeenkomst tussen de Erven van Le Maire en de Gecommitteerde Raden in Hoorn de dijk tussen de Hoogduinen, De Garst en Quelderduin aangelegd. De polder kreeg de toepasselijke naam Le Maires polder. Maar daar bleef het bij.
De gronden bleven tot 1789 in overeenstemming met zijn testamentaire wens in gemeenschappelijk beheer van zijn nakomelingen: ‘de Erven van Le Maire’. Daarna kwamen ze voor 60.000 gulden in eigendom van de Gecommitteerde Raden van Holland en Westfriesland.